# 야마비코 (열차)
야마비코(일본어: やまびこ)는 동일본 여객철도가 도호쿠 신칸센에서 운영하는 열차이다. 열차 등급을 표시하는 고유색은 녹색이다. 야마비코의 어원은 일본어로 메아리를 의미한다.

## 역사

### 일본국유철도시절
1959년 2월 1일에 후쿠시마 ~ 모리오카를 잇는 준급열차로 신설되었다. 1960년에 고리야마로 연장에 이어 1961년에 아오모리로 연장되었다. 1963년에 10월에 준급행이 폐지에 이어 같은 해 12월에 쓰바사와 중련 운행을 시작했다. 1964년에 7량으로 증결되었다. 도호쿠 본선이 전철화가 완공이 되면서 1965년 10월 1일에 483계 차량을 운행을 하기 시작면서 10량으로 증결했다. 1967년에 도쿄까지 연장했다. 1968년에 9량으로 단축되었다가 1970년에 12량으로 증결되었다. 1973년에 도호쿠 신칸센 건설로 우에노로 단축되었다. 1978년에 L특급으로 전환되었다. 1982년에 도호쿠 신칸센 개통과 함께 등급이 폐지되었다.

### 신칸센시절
1982년 6월 23일에 도호쿠 신칸센 개통과 함께 등급이 신설된 열차로 오미야 ~ 모리오카를 운행했다. 1985년 3월에 특급 야마비코(일본어: 速達 やまびこ)가 신설되었다. 이 열차는 우에노 ~ 센다이까지 운행하며 오미야, 후쿠시마 정차와 우츠노미야, 고리야마만 정차하는 패턴이 존재했다. 1988년 3월에 우에노 ~ 센다이간 무정차 열차가 신설되었다. 1991년 6월 20일에 도쿄 ~ 우에노 구간이 개통되면서, 무정차 열차는 도쿄로 시종착이 변경에 이어 200계 H편성 차량이 도입되었다. 1992년 7월 1일에 야마가타 신칸센이 개통되면서 쓰바사 등급이 신설되었고 200계, 400계와 중련 운행을 시작했다. 이 열차의 경우 후쿠시마에서 분리 및 연결한다.
1994년에 E1계 차량을 도입했다. 1995년 12월 1일에 도호쿠 신칸센의 다이아 개정으로 아오바를 분리해 근거리 신칸센으로 나스노 열차를 개통되었다. 1997년 3월에 E2계가 운행을 시작했고 고마치와 중련 운행을 시작했다. 같은 해 10월에 다이아 개정으로 아오바가 폐지에 이어 12월에 E4계 차량을 운행하기 시작했다. 1999년 4월에 E4계, 400계와 중련 운행을 시작했다.
같은 해 12월에 E1계 차량이 종료되면서 이층 차량은 E4계만 운행했다. 또한 E4계는 쓰바사와 중련 운행으로 변경과 동시에 고마치 열차의 경우 E2계와 중련 운행으로 변경되었다.
2001년 9월에 200계, 400계, E3계 1000번대와 중련 운행이 종료되면서 쓰바사 열차와 중련 운행 시 E4계로 통합되었다. 2002년에 200계 F편성 차량이 식당차 폐지되었고 같은 해 12월에 하치노헤까지 운행하는 다이야의 경우 하야테로 변경되었다. 2003년에 200계 H편성 차량이 카페테리아가 폐지에 이어 2004년에 200계 F,H편성 차량이 운행이 종료되었다.
2005년 다이야 개정으로 특급 야마비코(일본어: 速達 やまびこ) 폐지와 동시에 E4계 차량 센다이 이북 운행이 종료되었다. 2007년에 전 차량 금연 정책 실시했다. 2008년에 쓰바사 등급에 E3계 2000번대 차량을 도입하면서 E4계와 중련 운행을 시작했다. 2010년 4월에 400계 차량이 운행을 종료한데 이어 2011년 11월에 200계 차량이 운행을 종료했다. 같은 해에 E5계 차량 도입과 동시에 그랜클래스 좌석을 도입했다. 2012년 3월에 E4계 16량 편성 차량 운행 종료를 시작으로 같은 해 9월에 E4계 차량이 모두 조에쓰 신칸센으로 이적과 동시에 E3계 중련 운행이 종료되면서 현재는 쓰바사와 중련 시 E2계 차량과 중련 운행하고 있다. 2013년 3월에 E6계 차량 도입되면서 E5계 차량과 중련 운행을 시작했다. 같은 해 9월에 E2계 0번대, E3계 0번대 중련 운행을 종료했다. 2016년에 다이야 개정으로 차내 서비스 종료와 동시에 H5계 차량을 도입했다. 2024년 3월 16일 다이야 개정으로 쓰바사 열차의 경우 E5계와 중련 운행으로 변경되었다.

## 기타 유형

### Max 야마비코
Max 야마비코(일본어: Max やまびこ)는 야마비코 2층 차량을 이용하는 고속열차의 명칭으로 주로 E1계, E4계 차량을 의미한다.
E4계 운행 당시 400계, E3계와 중련하는 유형이 있으며 그 중 쓰바사 열차와 중련하는 경우 도쿄 방면 운행 시 후쿠시마에서 병결한다. 센다이 방면 운행 시 후쿠시마에서 분리해 센다이까지 8량 편성으로 운행한다. 일부 시간대 8량 편성과 2편성 중련 운행하는 시간도 존재했다.

## 운행 현황
| 운행 노선 | 열차 번호        | 운행 구간         | 차량                     | 비고                              |
| --------- | ---------------- | ----------------- | ------------------------ | --------------------------------- |
| 도호쿠    | 41호 ~ 60호      | 도쿄 ~ 모리오카   | E3계 E5계 H5계 E6계 E8계 |                                   |
| 도호쿠    | 94호, 97호, 99호 | 센다이 ~ 모리오카 | E3계 E5계 H5계 E6계 E8계 |                                   |
| 도호쿠    | 120호 ~ 159호    | 도쿄 ~ 센다이     | E3계 E5계 H5계 E6계 E8계 | 쓰바사 열차와 중련 운행           |
| 도호쿠    | 201호 ~ 223호    | 도쿄 ~ 센다이     | E3계 E5계 H5계 E6계 E8계 | 고리야마 경유                     |
| 도호쿠    | 290호 ~ 293호    | 고리야마 ~ 센다이 | E3계 E5계 H5계 E6계 E8계 | 일부 시간대 나스시오바라까지 운행 |

1. ↑  122호 열차만 모리오카에서 운행한다.
2. ↑  122호, 125호, 126호, 130호, 149호, 153호 열차를 제외한 후쿠시마에서 병결 운행한다.

## 정차역
기본적으로 도호쿠 신칸센의 야마비코는 도쿄에서 발착하여, 오미야, 고리야마, 후쿠시마에는 반드시 정차하며 센다이가 종점이다. 그 외에는 다양한 정차패턴이 나오므로 탑승 시 주의해야 한다.
| 운행 횟수                      | 도쿄 | 우에노 | 오미야 | 오야마 | 우쓰노미야 | 나스시오바라 | 신시라카와 | 고리야마 | 후쿠시마 | 시로이시자오 | 센다이 | 후루카와 | 구리코마코겐 | 이치노세키 | 미즈사와에사시 | 기타카미 | 신하나마키 | 모리오카 | 비고                               |
| ------------------------------ | ---- | ------ | ------ | ------ | ---------- | ------------ | ---------- | -------- | -------- | ------------ | ------ | -------- | ------------ | ---------- | -------------- | -------- | ---------- | -------- | ---------------------------------- |
| 하행 10회 상행 10회            | ●    | ●      | ●      | ↔      | ●          | ↔            | ■          | ●        | ●        | ■            | ●      | ●        | ●            | ●          | ●              | ●        | ●          | ●        |                                    |
| 하행 2회 상행 1회              |      |        |        |        |            |              |            |          |          |              | ●      | ●        | ●            | ●          | ●              | ●        | ●          | ●        | 왕복 3회 운행                      |
| 하행 1회 상행 1회              | ●    | ↔      | ●      | ↔      | ↔          | ↔            | ↔          | ↔        | ●        | ↔            | ●      | ■        | ■            | ■          | ■              | ■        | ■          | ■        | 상행 1회 운행 시 모리오카에서 발착 |
| 하행 5회 상행 7회              | ●    | ●      | ●      | ↔      | ●          | ↔            | ↔          | ●        | ●        | ↔            | ●      |          |              |            |                |          |            |          | 왕복 12회 운행                     |
| 하행 14회 상행 12회            | ●    | ●      | ●      | ↔      | ●          | ↔            | ↔          | ●        | ●        | ●            | ●      |          |              |            |                |          |            |          | 왕복 26회 운행                     |
| 하행 1회 상행 1회              | ●    | ●      | ●      | ■      | ●          | ↔            | ●          | ●        | ●        | ●            | ●      |          |              |            |                |          |            |          | 왕복 2회 운행                      |
| 하행 11회 상행 10회            | ●    | ●      | ●      | ●      | ●          | ●            | ●          | ●        | ●        | ■            | ●      |          |              |            |                |          |            |          | 왕복 21회 운행                     |
| 하행 1회                       |      |        |        |        |            | ●            | ●          | ●        | ●        | ●            | ●      |          |              |            |                |          |            |          | 왕복 1회 운행                      |
| 하행 1회 상행 1회              |      |        |        |        |            |              |            | ●        | ●        | ●            | ●      |          |              |            |                |          |            |          | 왕복 2회 운행                      |
| ●＝정차；■＝일부 정차；↔＝통과 |      |        |        |        |            |              |            |          |          |              |        |          |              |            |                |          |            |          |                                    |

## 운행 열차

### 현재 운행하는 열차
- E3계
- E5계[6][7]
- H5계[8]
- E6계
- E8계

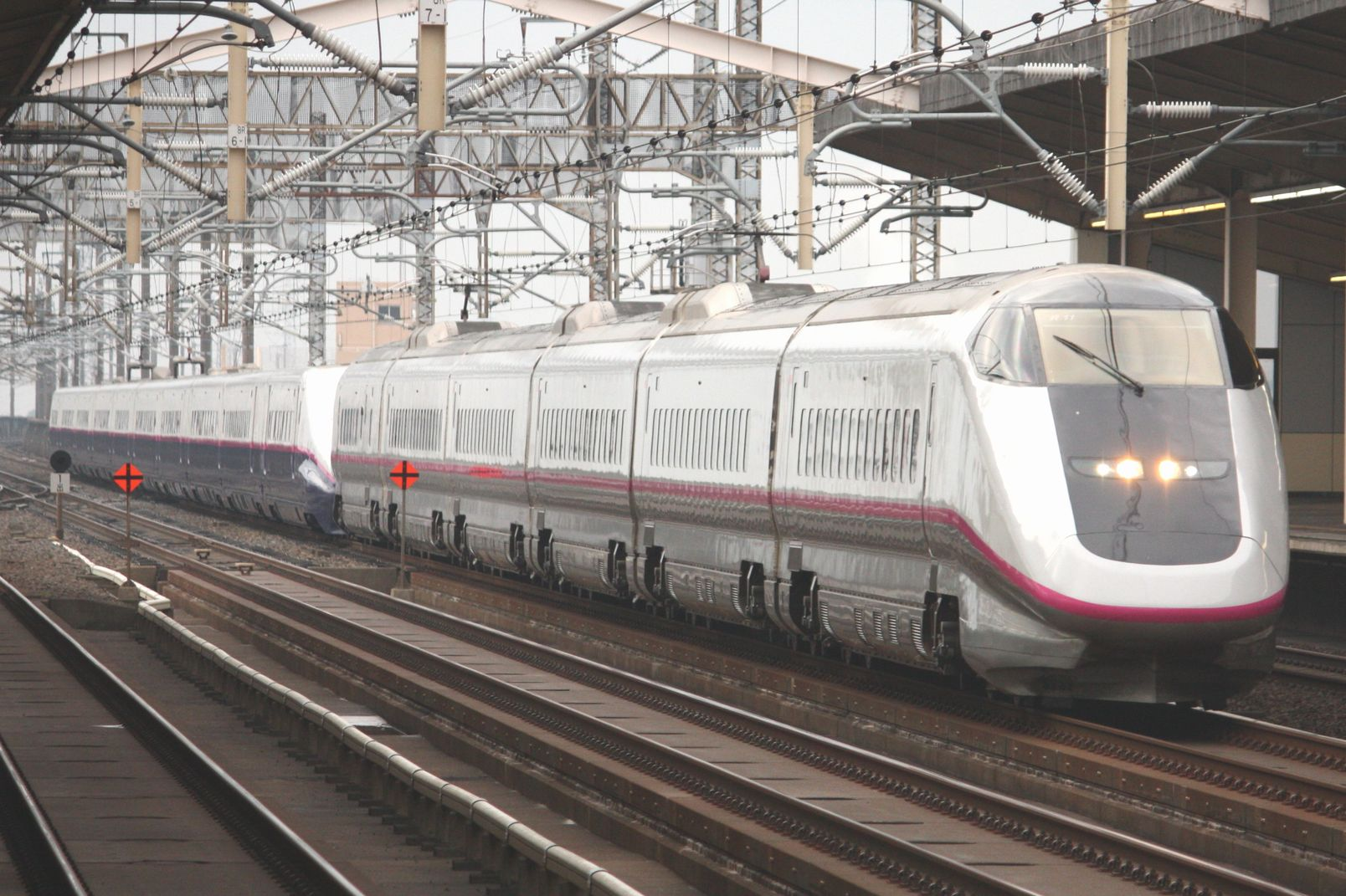
신칸센 E3계
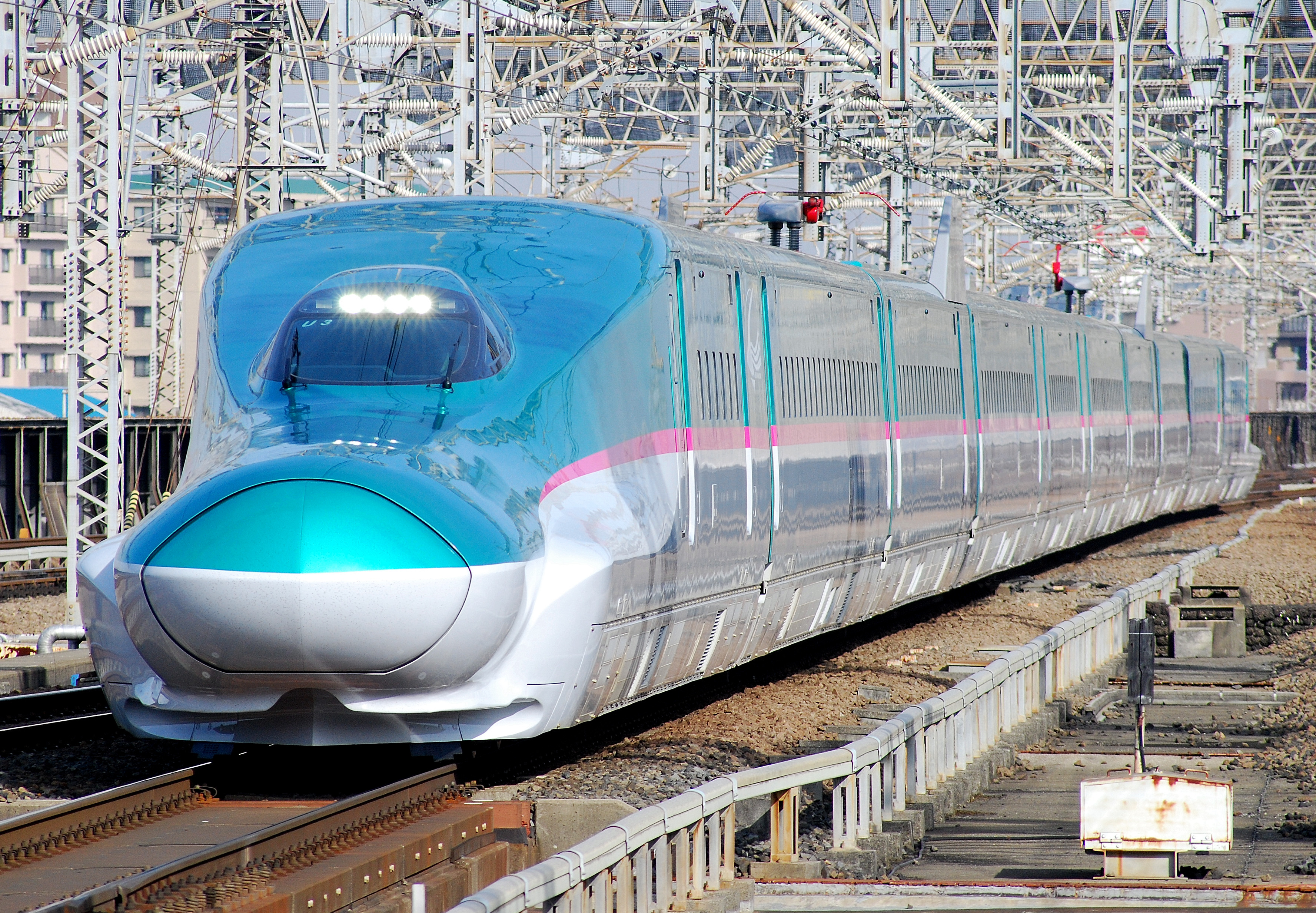
신칸센 E5계
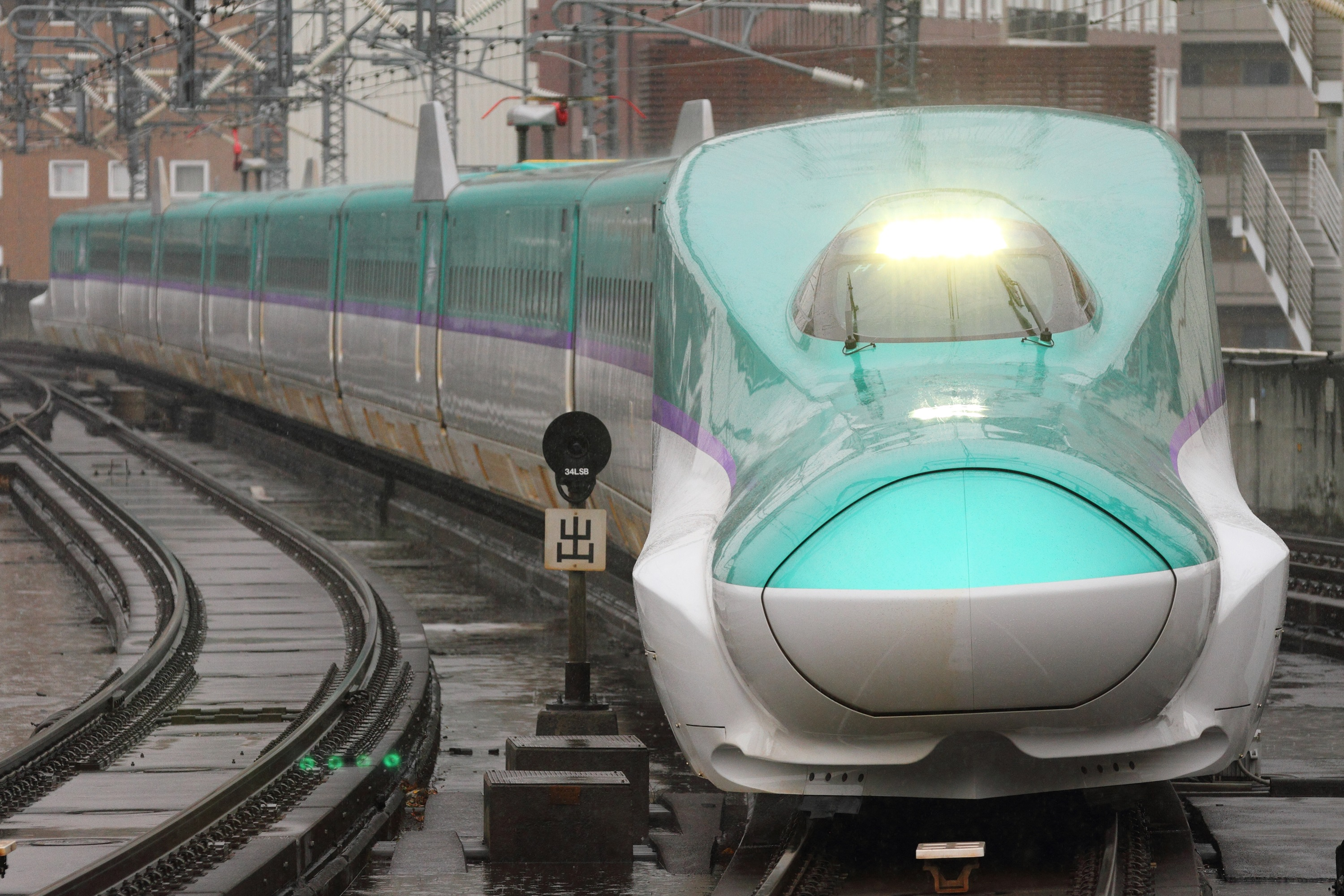
신칸센 H5계
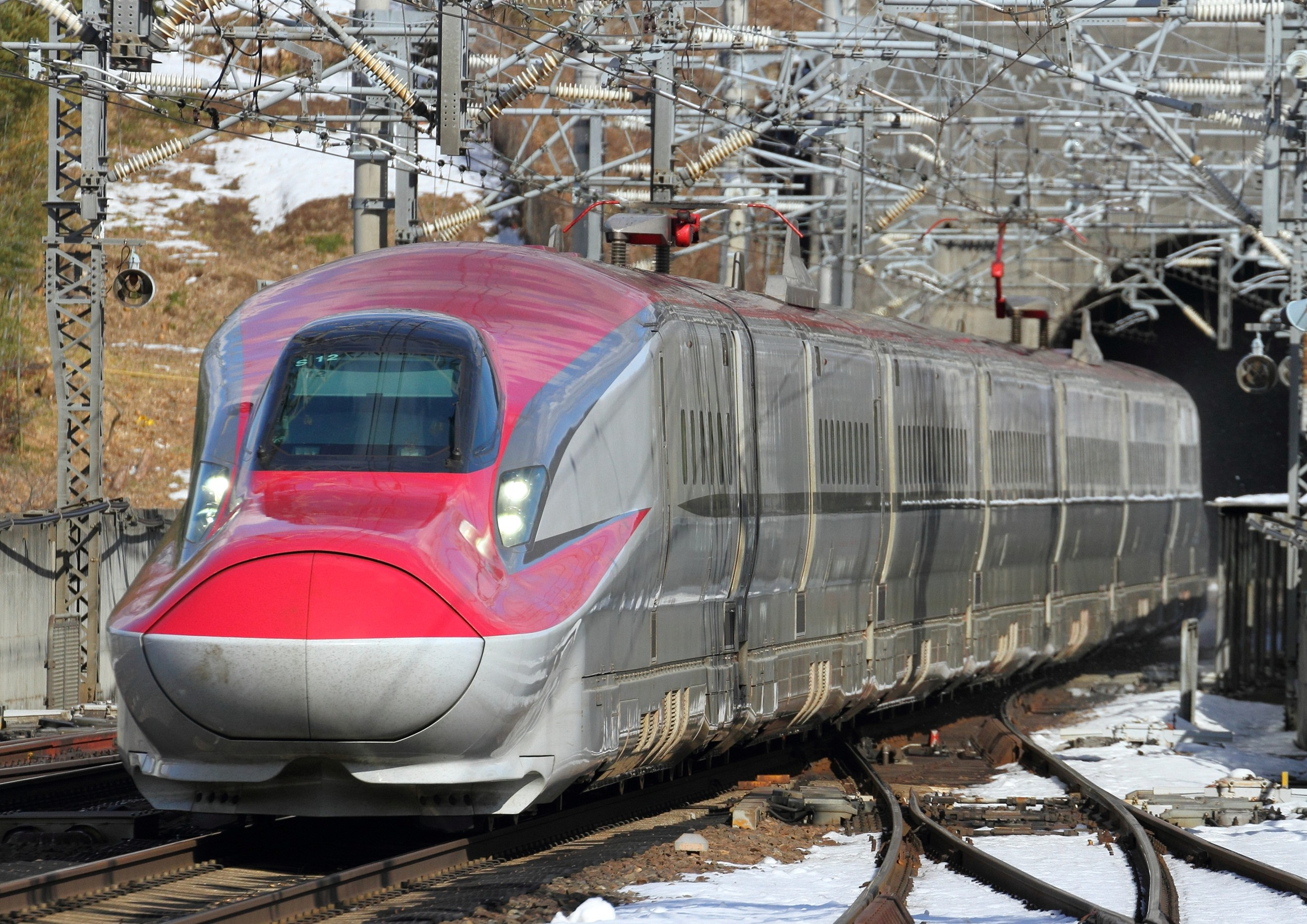
신칸센 E6계

### 퇴역 및 과거 운행 열차
일본국유철도 시절
- 483계
- 485계

신칸센 시절
- 200계 (2011년까지 운행)
- E1계 (Max 야마비코) (1999년까지 운행)
- E2계 (2024년까지 운행)
- E4계 (Max 야마비코) (2012년까지 운행)

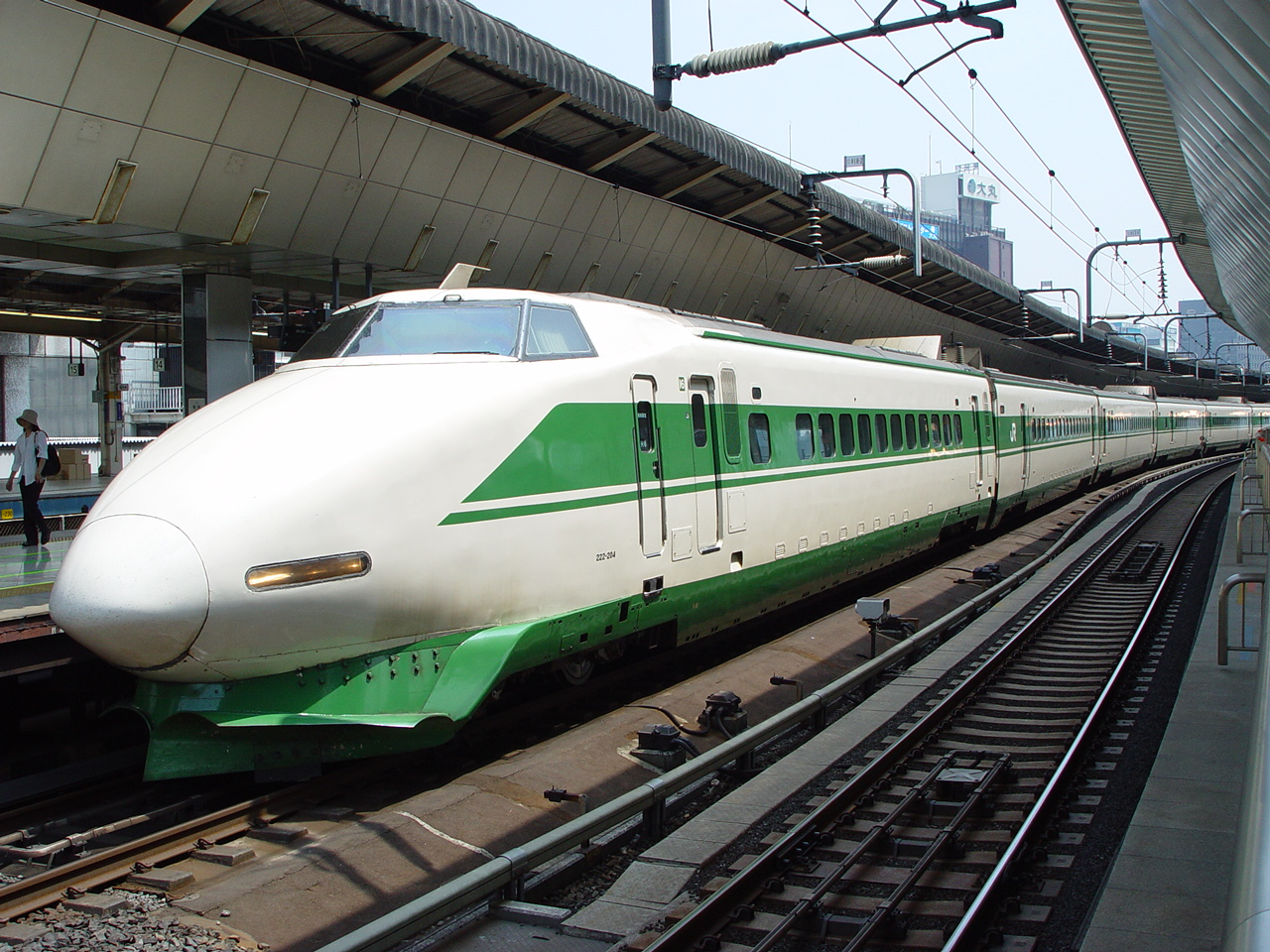
신칸센 200계
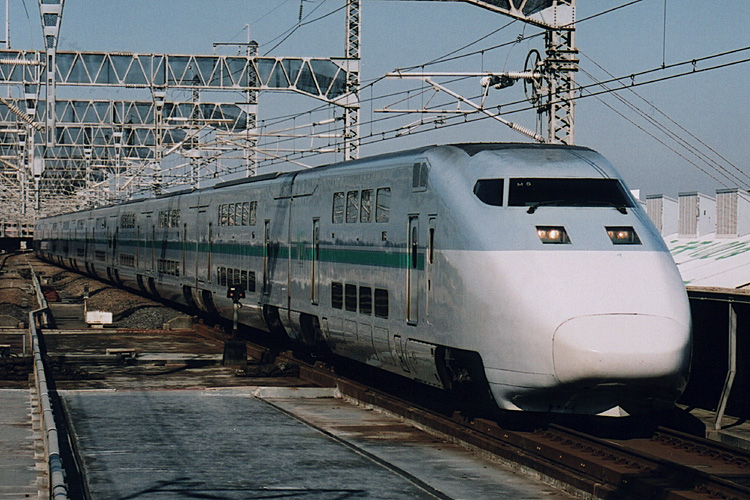
신칸센 E1계
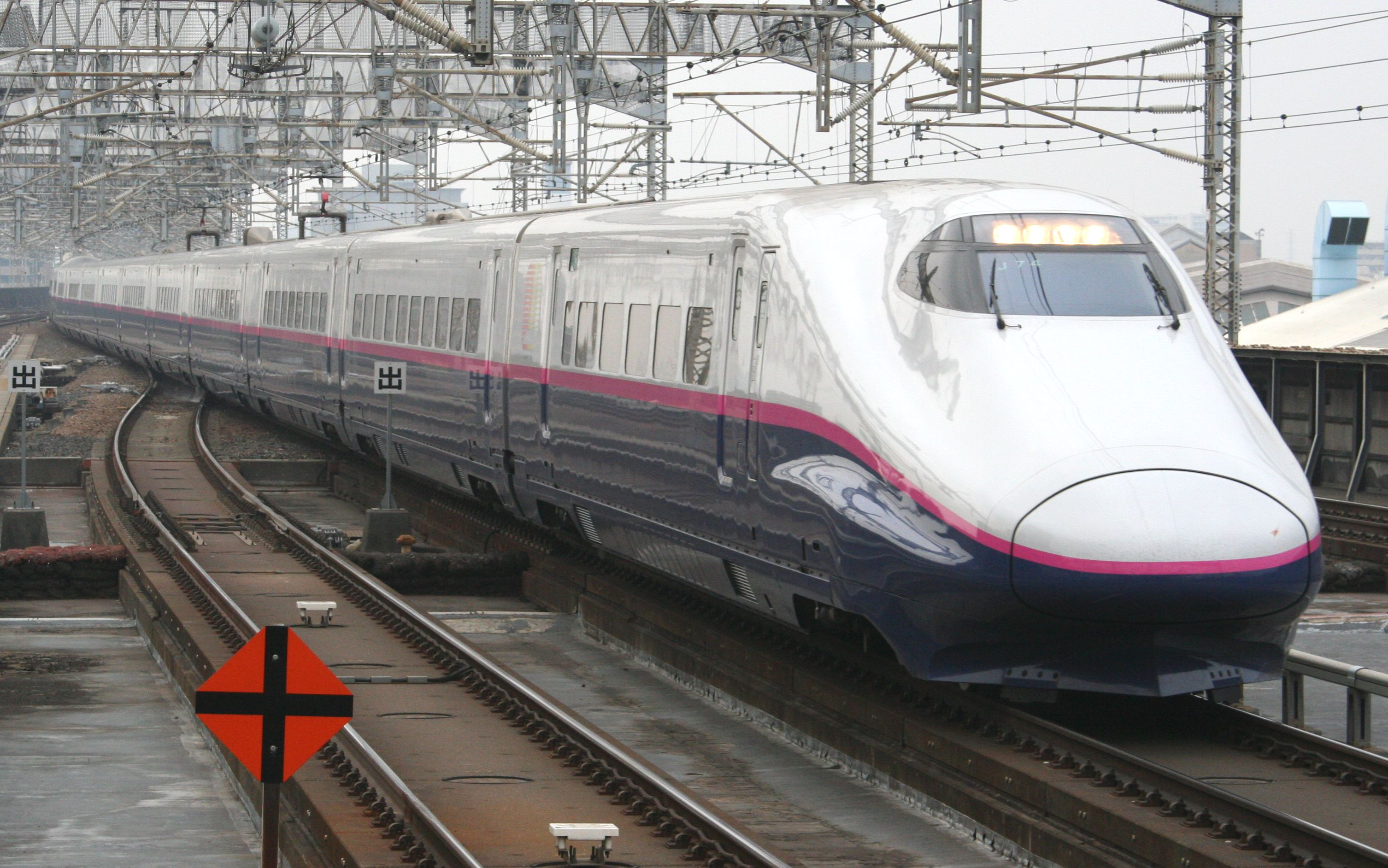
신칸센 E2계
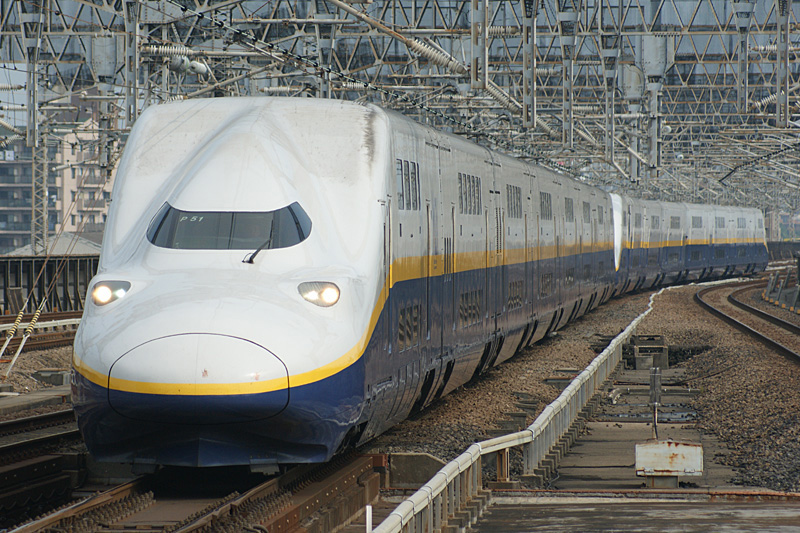
신칸센 E4계

## 객차 구성

### E5계·H5계
| 호차 | 1      | 2      | 3      | 4      | 5                | 6      | 7      | 8      | 9           | 10         |
| ---- | ------ | ------ | ------ | ------ | ---------------- | ------ | ------ | ------ | ----------- | ---------- |
| 좌석 | 자유석 | 자유석 | 자유석 | 자유석 | 자유석           | 지정석 | 지정석 | 지정석 | 그린차      | 그랜클래스 |
| 시설 |        |        | 전화   |        | 전화 장애인 시설 |        |        |        | 장애인 시설 |            |

### E3계·E5계·H5계 (17량 편성)
| 호차 | 1      | 2      | 3      | 4      | 5      | 6      | 7      | 8      | 9           | 10         | 11          | 12          | 13     | 14     | 15     | 16     | 17     |
| ---- | ------ | ------ | ------ | ------ | ------ | ------ | ------ | ------ | ----------- | ---------- | ----------- | ----------- | ------ | ------ | ------ | ------ | ------ |
| 좌석 | 자유석 | 자유석 | 자유석 | 자유석 | 자유석 | 지정석 | 지정석 | 지정석 | 그린차      | 그랜클래스 | 그린차      | 지정석      | 지정석 | 지정석 | 지정석 | 자유석 | 자유석 |
| 시설 |        |        |        | 전화   |        |        |        | 전화   | 장애인 시설 |            | 장애인 시설 | 장애인 시설 | 전화   |        |        | 전화   |        |

### E5계·H5계·E8계 (17량 편성)
| 호차 | 1      | 2      | 3      | 4      | 5      | 6      | 7      | 8      | 9           | 10         | 11          | 12          | 13     | 14     | 15     | 16     | 17     |
| ---- | ------ | ------ | ------ | ------ | ------ | ------ | ------ | ------ | ----------- | ---------- | ----------- | ----------- | ------ | ------ | ------ | ------ | ------ |
| 좌석 | 자유석 | 자유석 | 자유석 | 자유석 | 자유석 | 지정석 | 지정석 | 지정석 | 그린차      | 그랜클래스 | 그린차      | 지정석      | 지정석 | 지정석 | 지정석 | 자유석 | 자유석 |
| 시설 |        |        |        | 전화   |        |        |        | 전화   | 장애인 시설 |            | 장애인 시설 | 장애인 시설 | 전화   |        |        | 전화   |        |

### E5계·H5계·E6계 (17량 편성)
| 호차 | 1      | 2      | 3      | 4      | 5                | 6      | 7      | 8      | 9           | 10         | 11          | 12               | 13     | 14     | 15     | 16     | 17     |
| ---- | ------ | ------ | ------ | ------ | ---------------- | ------ | ------ | ------ | ----------- | ---------- | ----------- | ---------------- | ------ | ------ | ------ | ------ | ------ |
| 좌석 | 자유석 | 자유석 | 자유석 | 자유석 | 자유석           | 지정석 | 지정석 | 지정석 | 그린차      | 그랜클래스 | 그린차      | 자유석           | 자유석 | 자유석 | 자유석 | 자유석 | 자유석 |
| 시설 |        |        | 전화   |        | 전화 장애인 시설 |        |        |        | 장애인 시설 |            | 장애인 시설 | 장애인 시설 전화 |        |        |        | 전화   |        |